# Stolas
Stolas là một chi bọ cánh cứng trong họ Chrysomelidae.
Chi này được miêu tả khoa học năm 1820 bởi Billberg.

## Các loài
Các loài trong chi này gồm:
- Stolas armirantensis Borowiec, 1999
- Stolas discoides (Linnaeus, 1758)
- Stolas echoma Borowiec, 1998
- Stolas erectepilosa Borowiec, 1998
- Stolas flavomarginata Borowiec, 1999
- Stolas helleri (Spaeth, 1915)
- Stolas imitatrix Borowiec, 1999
- Stolas intermedia Borowiec, 1999
- Stolas naponensis Borowiec, 1998
- Stolas nigrolineata (Champion, 1893)
- Stolas perezi Borowiec, 1998
- Stolas sanguineovittata Borowiec, 1998
- Stolas sanramonensis Borowiec, 2005
- Stolas zumbaensis Borowiec, 1998